# Categoría cartesiana cerrada
En teoría de categorías, una categoría es cartesiana cerrada si existen en ella un objeto final, todos los productos binarios y un objeto exponencial. Son especialmente importantes importantes en lógica matemática y en la teoría de los lenguajes de programación, en tanto que el lenguaje interno de las categorías cartesianas cerradas es el cálculo lambda simplemente tipado. Las categorías monoidales cerradas son una generalización, y su lenguaje interno es útil para modelar tanto la computación cuántica como la clásica.

## Definición
Una categoría {\displaystyle \mathbb {C} } se dice cartesiana cerrada
si
- tiene un objeto final {\displaystyle 1\in \mathbb {C} },
- para cualesquiera dos objetos {\displaystyle X,Y\in \mathbb {C} }, existe un objeto producto {\displaystyle X\times Y\in \mathbb {C} },
- y para cualesquiera dos objetos {\displaystyle X,Z\in \mathbb {C} }, existe un objeto exponencial {\displaystyle Z^{X}\in \mathbb {C} }.